# Mustapha Nedjai
Mustapha Nedjai est un artiste peintre algérien né le 5 septembre 1957 à Zemmoura (près de Bordj Bou Arréridj) en Algérie.
Il rejoint l'école nationale des beaux arts en 1976, avant de regagner l'Espagne en 1980 pour poursuivre ses études. Ses premières expositions individuelles et collectives datent des années 1980.